# 藤田晴美
藤田 晴美（ふじた はるみ、1961年5月2日 -） は、日本の作曲家。主にゲーム音楽の作曲家として知られる。

## 経歴
大阪府出身。大阪総合デザイン専門学校卒業後、1983年に新日本企画（現・SNK）に入社し、ゲーム音楽とデザインを担当。翌1984年にはカプコンへ入社し、音響制作課に配属されゲーム音楽（作曲・効果音）を担当する。カプコン在籍時には、カプコン社内のサウンドチームの女性で組まれた「ALPH LYLA」にも所属し、3年後輩には下村陽子がいる。
その後、1991年にカプコンを退社し、フリーのサウンドクリエイターとして活動をはじめ、現在ではゲーム音楽以外にも舞台音楽なども手掛けている。
また2024年からは、息子の撮影で「おかんP」として「〇〇みたいな曲作れる？」と題して、往年の名作ゲームの音楽をオマージュした楽曲を即興で作る動画をTikTokやYouTubeなどの動画サイトに投稿したところ、話題となった。

## 作品リスト
| 年   | タイトル                                                    | 担当                                  |
| ---- | ----------------------------------------------------------- | ------------------------------------- |
| 1984 | マッドクラッシャー                                          | 音楽                                  |
| 1985 | 魔界村                                                      | サウンドエフェクト                    |
| 1986 | ラッシュ&クラッシュ                                         | 音楽 (河本圭代と共同制作)             |
| 1987 | トップシークレット                                          | 音楽                                  |
| 1987 | ひげ丸                                                      | 音楽                                  |
| 1987 | 井出洋介名人の実戦麻雀                                      | 音楽 (松前真奈美と共同制作)           |
| 1987 | 虎への道                                                    | 音楽 (河本圭代と共同制作)             |
| 1988 | 1943 ミッドウェイ海戦                                       | 音楽 (共同制作)                       |
| 1989 | ファイナルファイト                                          | 音楽 (共同制作)                       |
| 1989 | ストライダー飛竜                                            | 音楽                                  |
| 1989 | ウィロー                                                    | サウンドプログラミング                |
| 1990 | チップとデールの大作戦                                      | 音楽                                  |
| 1990 | レッドアリーマー 魔界村外伝                                 | 音楽 (下村陽子と共同制作)             |
| 1990 | ロックマン3 Dr.ワイリーの最期!?                             | 音楽 (藤田靖明と共同制作)             |
| 1994 | 迦楼羅王                                                    | 音楽                                  |
| 1994 | 美少女戦士セーラームーンS こんどはパズルでおしおきよ!       | 音楽 (藤田靖明と共同制作)             |
| 1994 | パニックインなかよしワールド                                | 音楽 (藤田靖明と共同制作)             |
| 1995 | とっても! ラッキーマン ラッキークッキールーレットで突撃ー!! | 音楽 (藤田靖明と共同制作)             |
| 1995 | Todd McFarlane's Spawn: The Video Game                      | 音楽                                  |
| 1995 | 全国縦断ウルトラ心理ゲーム                                  | 音楽                                  |
| 1995 | パルスター                                                  | 音楽                                  |
| 1996 | 風雲悟空忍伝                                                | 音楽                                  |
| 1996 | クーリースカンク                                            | 音楽 (藤田靖明と共同制作)             |
| 1997 | オレっ!トンバ                                               | 音楽                                  |
| 1997 | 羅媚斗                                                      | 音楽 (伊勢村篤義と共同制作)           |
| 1998 | ブレイジングスター                                          | 音楽 (井東誠介と共同制作)             |
| 1998 | ダークメサイア                                              | 音楽 (共同制作)                       |
| 1999 | テトリスアドベンチャー すすめミッキーとなかまたち           | 音楽                                  |
| 2019 | Spidersaurs                                                 | 音楽                                  |
| 2020 | ベア・ナックルIV                                            | "Estel: Round 1" and "Estel: Round 2" |
| 2022 | Windjammers 2                                               | 音楽 (濱田誠一と共同制作)             |
| 2024 | オレっ！トンバ Special Edition                              |                                       |

| 年   | タイトル         |
| ---- | ---------------- |
| 2024 | やすらぎの風     |
| 2024 | GO!GO!サーキット |
| 2024 | SONIC 34         |

## 出演
- 野田クリの野望 ～ゲーム天下統一への道～（2025年4月15日、TOKYO MX）[動画 2][注釈 1]